# Ekipo Ja
Ekipo Ja es una película española de 2006, dirigida por Juan Antonio Muñoz, secuela de ¡Ja me maaten...!.

## Sinopsis
El Ekipo Ja es un grupo de gitanos muy peculiar dirigido por Juan de Dios, quien no sabe que posee un magnífico sello capaz de hacer que se cumplan los deseos del que lo posea. Todo se complica cuando aparece una extraña millonaria, conocida como "la Marquesa", que pretende hacerse con el sello. En su empeño por conseguir el preciado objeto, le acompaña un traficante italiano asociado con la mafia rusa. Sin embargo, la misión no resulta tan fácil ante la capacidad del Ekipo para complicarlo todo y liarse a sí mismos.

## Reparto
| Actor                         | Papel                    |
| ----------------------------- | ------------------------ |
| Juan Antonio Muñoz            | Juan de Dios/Morito Juan |
| José Carabias                 | El Papa                  |
| Arévalo                       | Tío Matías               |
| Enrique Villén                | Gamero                   |
| Silvia Gambino                | Marquesa                 |
| Blanca Jara                   | Fedora                   |
| Juan Salazar (Los Chunguitos) | El Negro Casiano         |
| José Salazar (Los Chunguitos) | Salazar                  |
| José Mota                     | Tomás Rabero (cameo)     |